# Charles Town
Ne doit pas être confondu avec la capitale de l’État, Charleston (Virginie-Occidentale)
La ville de Charles Town est le siège du comté de Jefferson, situé dans l’État de Virginie-Occidentale, aux États-Unis. Sa population s’élevait à 5 259 habitants lors du recensement de 2010, estimée à 6 064 habitants en 2018.

## Histoire
Charles Washington (en), plus jeune frère de George Washington, est le fondateur de la ville. Il fit d'abord construire une maison, Happy Retreat, en 1780. En 1786, sur 320 000 m2 de terrains autour, Charles Washington établit les rues de Charles Town, nommant beaucoup d'entre elles du nom de ses frères et de sa femme Mildred. Il fit don des 4 lots aux angles de l'intersection entre les rues Georges et Washington pour la construction d'édifices publics pour la ville et le comté, prévoyant que la nouvelle ville deviendrait le siège d'un nouveau comté séparé du comté de Berkeley. Le comté de Jefferson fut créé en 1801, comme il l'avait anticipé. Le tribunal du comté se tient toujours à l'un de ses angles. La prison fut, elle, remplacée par la poste en 1919.

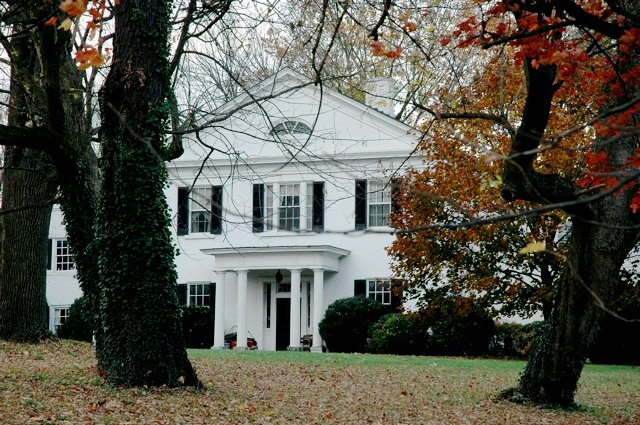
Happy Retreat, maison de Charles Washington, frère de George Washington

Charles Washington mourut entre juillet et septembre 1799, peu de temps avant son frère, George. Sa tombe et celle de sa femme Mildred ont récemment été retrouvées près d'Evitts Run et entourées d'un mur de pierre.

## Démographie
| Groupe            | Charles Town | Virginie-Occidentale | États-Unis |
| ----------------- | ------------ | -------------------- | ---------- |
| Blancs            | 76,9         | 93,9                 | 72,4       |
| Noirs             | 13,3         | 3,4                  | 12,6       |
| Autres            | 3,8          | 0,4                  | 6,2        |
| Métis             | 3,6          | 1,5                  | 2,9        |
| Asiatiques        | 2,2          | 0,7                  | 4,8        |
| Amérindiens       | 0,3          | 0,2                  | 0,9        |
| Total             | 100          | 100                  | 100        |
|                   |              |                      |            |
| Latino-Américains | 9,0          | 1,2                  | 16,7       |

Selon l'American Community Survey, pour la période 2011-2015, 87,62 % de la population âgée de plus de 5 ans déclare parler l'anglais à la maison, 8,34 % déclare parler l'espagnol, 0,79 % le tagalog, 0,72 % l'allemand et 2,53 % une autre langue.

## Personnalités liées à la ville
- Edward Tiffin, premier gouverneur de l'Ohio
- Frank R. Stockton, auteur, célèbre pour sa nouvelle The Lady, or the Tiger ?
- Albert Hazlett (1837-1860), abolitionniste exécuté par pendaison à Charles Town
- William Lyne Wilson (1843-1900), Postmaster General des États-Unis
- Frank Buckles (1901-2011), dernier survivant américain de la Première Guerre mondiale
- Gary Gregor (né en 1945), ancien basketteur de NBA, né à Charles Town
- Martin Delany (1812-1885), abolitionniste américain qui devint le premier Afro-Américain à être promu au rang d’officier dans l’armée de l'Union pendant la guerre de Sécession
- John Brown, né le 9 mai 1800 à Torrington dans le Connecticut et mort par pendaison le 2 décembre 1859 à Charles Town, en Virginie (maintenant en Virginie-Occidentale).

## Source
- (en) Cet article est partiellement ou en totalité issu de l’article de Wikipédia en anglais intitulé « Charles Town, West Virginia » (voir la liste des auteurs).

1. ↑  (en) « Population and Housing Unit Estimates » (consulté le 4 juin 2019)
2. ↑  (en) « Census of Population and Housing », Census.gov (consulté le 4 juin 2015)
3. ↑  (en) « Charles Town, WV Population - Census 2010 and 2000 », sur censusviewer.com (consulté le 12 avril 2016).
4. ↑  (en) « Population of West Virginia - Census 2010 and 2000 », sur censusviewer.com (consulté le 12 avril 2016).
5. ↑  (en) « Language spoken at home by ability to speak English for the population 5 years and over », sur factfinder.census.gov (consulté le 22 mars 2017)